# SSL (компания)
SSL, ранее называлась Space Systems/Loral, LLC (SS/L), расположена в Пало-Альто, штат Калифорния, компания США, является стопроцентной производственной дочерней компанией от MacDonald Dettwiler and Associates (MDA).
SSL проектирует и строит спутники и космические системы для широкого круга государственных и коммерческих заказчиков. Её продукция включает в себя мощные спутники непосредственного (direct-to-home) вещания, коммерческие метеорологические спутники, цифровые аудио радио спутники, спутники наблюдения за Землёй и спутники с остронаправленными антеннами для сетей передачи данных.

## История
Компания была основана компанией Philco (с 1966 года Philco-Ford) как Западная лаборатория развития. Затем в 1990 году она была приобретена компанией Loral Corp. у Ford Motor Company как Отдел космических систем за $715 млн и переименована в Space Systems/Loral.
В 2012 Space Systems/Loral была приобретена Канадской аэрокосмической компанией MacDonald Dettwiler (MDA) за $875 миллионов. В 2017 году MDA вошла в состав Maxar Technologies, после продажи компанией Maxar активов MDA Space Systems/Loral является 100% дочерней компанией Maxar Technologies.
Главными конкурентами SSL являются Boeing Satellite Systems, Lockheed Martin, Thales Alenia Space, Airbus Defence and Space и АО Информационные спутниковые системы.
В мае 2019 года SSL вошла в список компаний, отобранных НАСА для разработки и производства прототипов космических аппаратов для высадки на Луну в рамках новой американской лунной программы «Артемида».

## Проекты
В 1960 году экспериментальный спутник связи Курьер-1Б, построенный (тогда ещё) компанией Philco, стал первой в мире активным спутниковым ретранслятором.
SSL впервые провела исследования в таких областях как Электрические ракетные двигатели, литий-ионных аккумуляторы и использование прогрессивных композиционных материалов на коммерческих спутниках, которые позволили существенно увеличить размеры и мощность аппаратов выводимых на орбиту, а также продлить время активного существования спутников на орбите. SSL также разработала новые сервисные технологии, такие как сверхмощные системы питания и наземные антенные системы формирования луча, которые используют спутниковые и наземные устройства, чтобы обеспечить большее покрытие сети и увеличить её ёмкость.
В сентябре 2015 года на орбите находилось 80 спутников построенных компанией SSL.

### Платформы Серии 1300
SSL производит спутники на основе платформы серии SSL 1300 (ранее LS-1300, FS-1300) в пало-Альто. Среди них ProtoStar I, ICO G1, SIRIUS FM-6, SES NEW SKIES NSS-12 и другие. В сентябре 2015 года на орбите нахордилось 80 спутников на базе платформы серии 1300, 1 был готов к запуску и 21 находились процессе строительства.
Компания спроектировала и построила спутник AsiaSat 8, который был запущен 5 августа 2014 года, и AsiaSat 6, который вышел на орбиту 7 сентября 2014 года. На эти два спутниковых запуска AsiaSat было потрачено $110 миллионов. Ожидается, что эти спутники будут работать 15 лет, обеспечивая с помощью транспондеров C-диапазона  большой мощности, предоставление видео и широкополосных услуг в Азиатско-Тихоокеанском регионе.

#### Предложения COTS
SSL и Constellation Services International предложили многоразовый разгонный блок на основе платформы 1300 и недорогую ракету-носитель Aquarius с напорным двигателем. Предполагалось использовать это решение при доставке грузов к Международной космической станции в рамках программы Коммерческих услуг орбитальной транспортировки.
Однако, НАСА решили воспользоваться другим решением. SSL, однако, продолжает поставлять сменные батареи для орбитальных аппаратов, аккумуляторы, и стабилизаторы электропитания для МКС.

#### Миссия LADEE
Компания SSL разработала и произвела двигатель для миссии Lunar Atmosphere and Dust Environment Explorer (LADEE), на базе 1300 платформы для НАСА. 17 апреля 2014 года между 21:30 и 22:22 по ТИХООКЕАНСКОМУ времени, после успешного сбора лунной пыли и изучения лунной атмосферы, космический аппарат успешно завершил запланированный сход с орбиты, завершив миссию по изучению структуры и состава тонкой лунной атмосферы.

## Клиенты
Среди клиентов SSL такие компании, как AsiaSat, Azercosmos, Bank Rakyat Indonesia (Persero) Tbk. (BRI), Broadcasting Satellite System Corporation, Bulgaria Sat (Bulsatcom), DirecTV, EchoStar, Eutelsat, Globalstar, Google's Skybox Imaging, Hispasat, Hughes Network Systems, ICO Global Communications, Intelsat, Japan MTSAT, JSC Gascom, Loral Skynet, NASA/NOAA (GOES), nbn, Optus, PanAmSat, Pasifik Satelit Nusantara (PSN), QuetzSat, Satmex, SES S.A., SES World Skies, Shin Satellite, Singtel, Sirius Satellite Radio, Sky Perfect JSAT Corporation,  Spainsat, Star One, Telenor, Telesat Canada, Thaicom, ViaSat, WildBlue, и XM Satellite Radio.